# 想いで迷子
「想いで迷子」（おもいでまいご）は、1986年9月25日に日本でリリースされた、チョー・ヨンピル（朝: 조용필、漢表示： 趙 容弼）の6枚目のシングル。

## 解説
- シングル発売は1986年9月で、オリコンチャート上の週間最高順位は11位だったが、以後翌1987年～翌々1988年に掛けて、ロングセラーを記録した[1]。
- TBSテレビの音楽番組「ザ・ベストテン」では、1988年2月11日放送時に「今週のスポットライト」コーナーへ、坂本冬美の『あばれ太鼓』と共に、同番組の初出演を果たす。さらに同年3月31日放映時では、「3月月間ベストテン」で第10位にランクイン（週間最高は15位）されて、二度目の「ザ・ベストテン」登場となった[2]。

## 収録曲
- 両楽曲共に、作詞：荒木とよひさ／編曲：馬飼野俊一

1. 想いで迷子（4分21秒）
作曲：三木たかし
2. 泣かされたって（3分48秒）
作曲：浜圭介